# たけし みゆき 千春も登場! 伝説のパーソナリティが今を語る オールナイトニッポン45時間スペシャル
『たけし みゆき 千春も登場! 伝説のパーソナリティが今を語る オールナイトニッポン45時間スペシャル』（たけし みゆき ちはるもとうじょう! でんせつのパーソナリティがいまをかたる オールナイトニッポンよんじゅうごじかんスペシャル）は、ニッポン放送の深夜番組、オールナイトニッポンが放送開始から45周年を迎えることを記念した特別番組である。2013年2月22日22:00から2月24日22:00まで生放送された。

## 概要
- 放送日時：2013年2月22日（金）22:00 - 2月24日（日）22:00（途中、2月24日9:00 - 12:00に東京マラソン実況生中継を挟むため、番組は一時中断）
- 総合司会：笑福亭鶴光、オードリー（若林正恭、春日俊彰）
- 放送局：45時間を通しで放送するのは原則として、ニッポン放送（関東広域圏）と一部地域のNRN系列局。

この番組では「オールナイトニッポン45周年」の集大成として、2013年2月18日-24日に行われた「おかげさまで45周年 オールナイトニッポンスペシャルウイーク」内の企画の一環として、これまでオールナイトニッポンの45周年を彩ってきた“伝説”のパーソナリティ22組が集結し、オールナイトニッポンの中でに起きた大事件や珍事件、流行語やキャラクター、ヒット曲、ヒット本、スターなどを振り返るもの。
45時間の番組の総合司会はいずれも土曜日の新旧パーソナリティの笑福亭鶴光とオードリーが務める。発表の時にオールナイトニッポンのパーソナリティを11年9ヶ月務めた鶴光は若いリスナーに期待を寄せる一方で、鶴光とタッグを組むオードリーは気合を見せた。

## 事前番組・直前企画
ニッポン放送ローカルで番組を前に特別企画と事前番組を行う。

### オールナイトニッポンBest Hit 100
「オールナイトニッポン」で、リスナーが聴いた思い出の曲のリクエストと当時のエピソードを交えながら100曲にランク付けしたものを紹介する『オールナイトニッポン45周年記念! 上柳昌彦 ごごばん オールナイトニッポンBest Hit 100』を2013年2月18日-22日の13:00-16:00に『上柳昌彦 ごごばん!』にて放送される

### 時代とともに振り返る オールナイトニッポン45周年グラフィティー
事前番組として、1970年代から1990年代の時代背景や世相、流行、ヒット曲を紹介しながら、当時のオールナイトニッポンの貴重な音源を5日間にわたって振り返る『時代とともに振り返る オールナイトニッポン45周年グラフィティー』が、2013年2月18日-22日の20:00-21:50に放送された（20:50 - 21:00は「西川貴教のちょこっとナイトニッポン」で中断）。

- 月曜日「カメ&アンコーから糸居五郎まで　～60・70年代・フォークの夜明け～」　パーソナリティ：坂崎幸之助
- 火曜日「中島みゆき・松山千春からイルカ・南こうせつまで ～70年代・フォーク全盛～」 パーソナリティ：小林克也
- 水曜日「桑田佳祐・長渕剛から吉田拓郎まで ～80年代・ニューミュージック全盛～」　パーソナリティ：小林克也
- 木曜日「THE ALFEE・爆風スランプ・デーモン小暮・TMネットワーク 他」～80年代・バンドブーム全盛～　パーソナリティ：坂崎幸之助
- 金曜日「ナインティナイン・福山雅治から現在に至るまで」 ～90年代以降～　パーソナリティ：荘口彰久

### オールナイトニッポン45周年記念！いまお前に聴かせたい！伝説のあの番組
45周年を迎えたオールナイトニッポンの秘蔵音源から伝説の名シーンを、リスナーからリクエストを募集し紹介する『ミュ～コミ＋プラス オールナイトニッポン45周年記念！いまお前に聴かせたい！伝説のあの番組』を2013年2月18日-20日の24:00-24:53に『ミュ〜コミ+プラス』内の企画で放送される。

## 内包コーナー
- 笑福亭鶴光・オードリーが出題！オールナイトニッポンクイズ - 出演は笑福亭鶴光・オードリーのみだが、出演陣が単独の場合はニッポン放送アナウンサーが登場することもある。（かつてパーソナリティーを務めたくり万太郎が出演した時間もあった。）

## 担当パーソナリティー
名称は一部仮タイトルで記載。
| 2月22日(金)                          | 2月22日(金)                                                              | 2月22日(金)                                             | 2月22日(金) |
| 放送時間                             | 名称                                                                     | パーソナリティー                                        | 備考 |
| ------------------------------------ | ------------------------------------------------------------------------ | ------------------------------------------------------- | --- |
| 22:00-25:00 金曜GOLD枠 （23:50まで） | 笑福亭鶴光&オードリーのオールナイトニッポン                              | 笑福亭鶴光&オードリー                                   | 募集するコーナーは「君が聴きたいオールナイトニッポン」。 |
| 25:00-27:00 金曜ANN枠                | AKB48のオールナイトニッポン                                              | AKB48                                                   | ゲストは笑福亭鶴光。「AKB組 鶴光先生!!」のコーナーに出演。また、直後の放送に出演するオリエンタルラジオが飛び入りで出演。                                                                                 |
| 27:00-29:00 金曜0(ZERO)枠            | オリエンタルラジオのオールナイトニッポンR                                | オリエンタルラジオ                                      | 過去に金曜Rを担当。 |
| 2月23日(土)                          |                                                                          |                                                         | |
| 放送時間                             | 名称                                                                     | パーソナリティー                                        | 備考 |
| 5:00-7:00                            | 亀渕昭信のオールナイトニッポン                                           | 亀渕昭信                                                | 過去に土曜・月曜 - 土曜1部（ビバカメショー）のパーソナリティを担当。 ゲストとして斉藤安弘が登場。 |
| 7:00-9:00                            | 南こうせつのオールナイトニッポン                                         | 南こうせつ                                              | 過去に木曜1部のパーソナリティを担当。 |
| 9:00-11:00                           | 久本雅美のオールナイトニッポン                                           | 久本雅美                                                | 過去に金曜2部のパーソナリティを担当。 |
| 11:00-13:00                          | 坂崎幸之助のオールナイトニッポン                                         | 坂崎幸之助                                              | スペシャルゲストは吉田拓郎。 過去に火曜1部・火曜2部・水曜1部のパーソナリティを担当。2013年1月現在、吉田拓郎と月曜GOLDを担当。                                                                            |
| 13:00-15:00                          | おすぎとピーコのオールナイトニッポン                                     | おすぎとピーコ                                          | オールナイトニッポンのパーソナリティーは、初めてである。 |
| 15:00-17:00                          | ロンドンブーツ1号2号のオールナイトニッポン                               | ロンドンブーツ1号2号                                    | 過去に火曜2部・月曜1部・月曜SUPER!のパーソナリティを担当。その後田村淳のみ金曜1部・月曜いいネ!のパーソナリティを担当。                                                                                   |
| 17:00-19:00                          | 松任谷由実のオールナイトニッポン                                         | 松任谷由実                                              | ゲストはももいろクローバーZ、ミッツ・マングローブ。 過去に土曜1部のパーソナリティを担当。 |
| 19:00-21:00                          | 松山千春のオールナイトニッポン                                           | 松山千春                                                | 過去に木曜2部と月曜1部パーソナリティを担当。 |
| 21:00-22:30                          | T.M.Revolution西川貴教のオールナイトニッポン                             | 西川貴教                                                | 過去に月曜2部・金曜Music Revolution・金曜1部・火曜SUPER!・月曜1部・GOLDでの特番のパーソナリティを担当。 放送では、事前に録音した音源を放送した。                                                         |
| 22:30-23:30                          | 中居正広のオールナイトニッポン                                           | 中居正広                                                | 過去に月曜1部のパーソナリティを担当。 |
| 23:30-25:00 土曜 サタデーSP枠        | 福山雅治のオールナイトニッポンサタデースペシャル・魂のラジオ             | 福山雅治                                                | ゲストは市川猿之助。過去に木曜2部・木曜1部・月曜1部のパーソナリティを担当。 |
| 25:00-27:00 土曜ANN枠                | オードリーのオールナイトニッポン                                         | オードリー                                              | ゲストはビトたけしほか。 |
| 27:00-28:00 土曜 R枠                 | 中島みゆきのオールナイトニッポン                                         | 中島みゆき                                              | 過去に月曜1部のパーソナリティを担当。同番組内で2013年4月から「中島みゆきのオールナイトニッポン月イチ」をレギュラー放送することが発表された。                                                             |
| 28:00-29:00 土曜 R枠                 | 谷山浩子のオールナイトニッポン                                           | 谷山浩子                                                | ハガキの募集内容は「谷山浩子ANNの想い出は?」。 過去に木曜2部のパーソナリティを担当。2012年5月11日にGOLD45周年特別企画のパーソナリティを担当。2013年1月現在はオールナイトニッポンモバイルを担当している。 |
| 2月24日(日)                          |                                                                          |                                                         | |
| 放送時間                             | 名称                                                                     | パーソナリティー                                        | 備考 |
| 5:00-7:00                            | 高嶋ひでたけのオールナイトニッポン                                       | 高嶋ひでたけ                                            | 過去に木曜（主にナイターオフ期）・水曜を担当。 |
| 7:00-9:00                            | イルカのオールナイトニッポン                                             | イルカ                                                  | 7時台にきたやまおさむ、8時台に山崎ハコを迎える2部構成。過去に金曜2部・水曜1部のパーソナリティを担当。 |
| 9:00-12:00                           | ニッポン放送スポーツスペシャル 東京マラソン2013実況中継                  | ニッポン放送スポーツスペシャル 東京マラソン2013実況中継 | 連動企画として「オールナイトニッポン45周年特別企画 曜日対抗!魂の"東京マラソン"0(ZERO)!!」が行われる。 |
| 12:00-14:00                          | ビートたけしのオールナイトニッポン                                       | ビートたけし                                            | この枠は2月21日に事前収録したものを放送。ゲストは松村邦洋、浅草キッド（高田文夫も出演する予定だったが、体調不良により欠席した）。過去に木曜1部のパーソナリティを担当。                                   |
| 14:00-16:00                          | 笑福亭鶴光とオードリーのオールナイトニッポン                             | 笑福亭鶴光&オードリー                                   | オールナイトニッポンの秘蔵音源を一挙オンエア。 |
| 16:00-18:00                          | 笑福亭鶴瓶のオールナイトニッポン                                         | 笑福亭鶴瓶                                              | オールナイトニッポンのパーソナリティを務めるのはこれが初めてとなる。 |
| 18:00-20:00                          | 古田新太のオールナイトニッポン                                           | 古田新太                                                | ゲストは大竹しのぶ。過去に木曜1部を担当。 |
| 20:00-22:00                          | 笑福亭鶴光&オードリーのオールナイトニッポン45時間スペシャル エンディング | 笑福亭鶴光&オードリー                                   | ここまでの名シーンをダイジェストで振り返る。 |

## ネット局
- AKB48のオールナイトニッポン

（AKB48のオールナイトニッポン ネット局・全国36局ネット）
- オリエンタルラジオのオールナイトニッポンR

（オールナイトニッポン0(ZERO) ネット局・全国11局ネット（※一部地域は4:00で飛び降り））
- 松山千春のオールナイトニッポン

（STVラジオ、KBCラジオ、吉田尚記 BUZZ ニッポン をネットしている局のうち北日本放送を除いた11局・全国13局ネット（※ラジオ福島は20:00で飛び降り、山陰放送・高知放送は20:00から飛び乗り））
- 福山雅治のオールナイトニッポン

（福山雅治のオールナイトニッポンサタデースペシャル・魂のラジオ ネット局・全国34局ネット）
- オードリーのオールナイトニッポン

（オードリーのオールナイトニッポン ネット局・全国36局ネット）
- 中島みゆきのオールナイトニッポン

（オールナイトニッポンR をネットしている21局、東北放送、信越放送、北日本放送、山陽放送・全国25局ネット）
- 谷山浩子のオールナイトニッポン

（オールナイトニッポンR ネット局・全国6局ネット）
本番組における地方ネット局の扱い
- 通常、全国ネットしている時間帯（金曜25:00～翌朝5:00、土曜23:30～翌朝5:00）は、各地方局にも同時ネットされる予定。なお、金曜27:00～29:00を担当するオリエンタルラジオに関してはNOTTVでの放送はなく、「本村康祐と西岡隼基のオールナイトニッポン0(ZERO)」が裏送りで通常通り放送される。また、金曜22:00～25:00を担当するオードリー&笑福亭鶴光に関してニッポン放送以外は、「新保友映のオールナイトニッポンGOLD」(22:00 - 23:50)・「琉球ユタ・はるのゆいまーる」(23:50 - 24:00)が裏送りで放送される。ネット局の詳細はオールナイトニッポンの項を参照のこと。